# Críticas ao Facebook

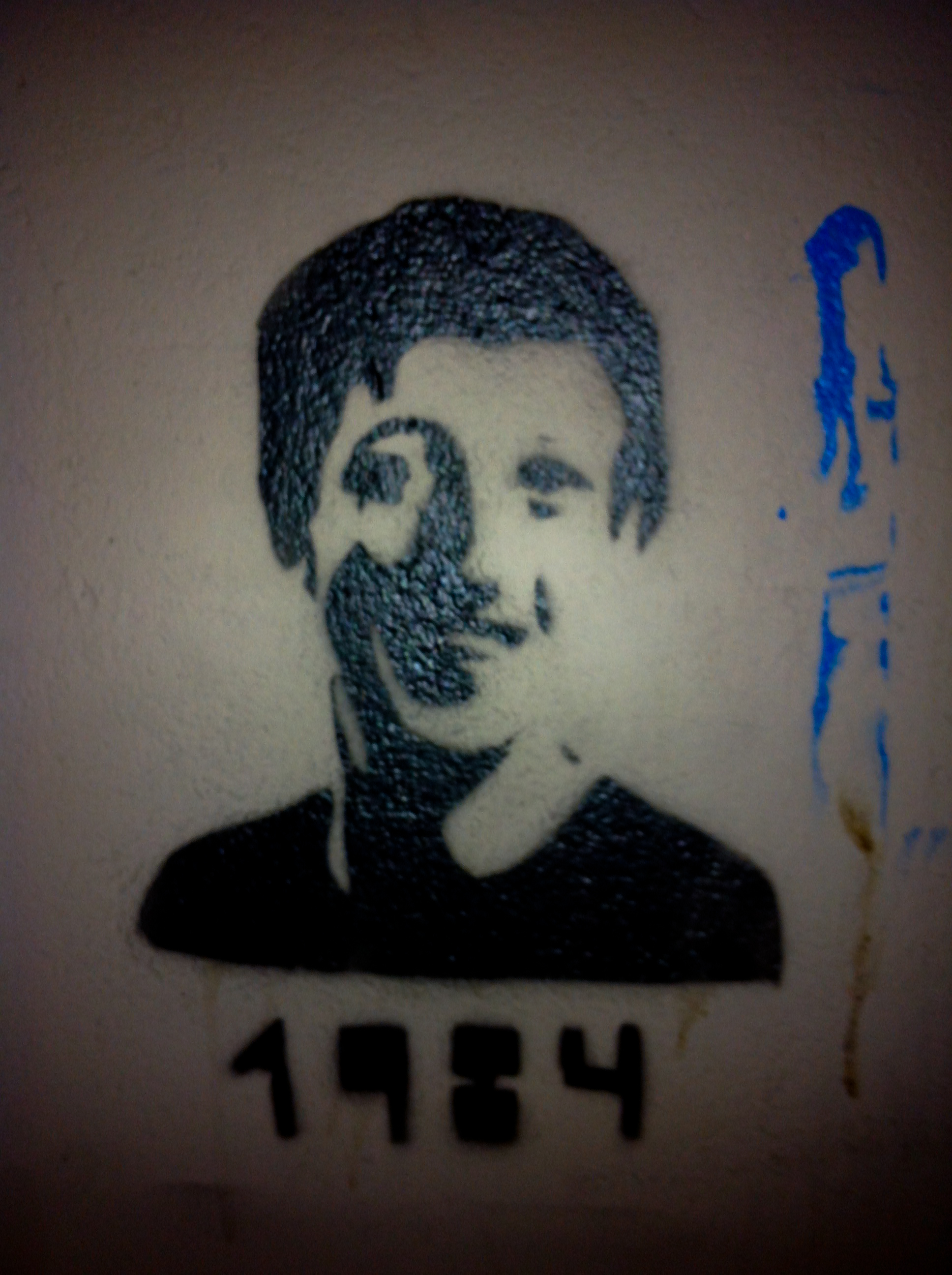
Graffiti em Berlim, Alemanha de Mark Zuckerberg; a legenda se refere a novela Mil Novecentos e Oitenta e Quatro, por George Orwell

O Facebook, rede social criada pelo programador e empresário norte-americano Mark Zuckerberg, tem recebido inúmeras críticas principalmente por denúncias de que teria colaborado com o programa de vigilância eletrônica conhecido como PRISM, da Agência de Segurança Nacional estadunidense conhecida como NSA. Com o crescimento da internet no mundo, criou-se uma ferramenta para derrubar governos indesejáveis pela grande mídia nas revoluções coloridas.
Apesar dos documentos revelados por Edward Snowden comprovarem a participação tanto do Facebook como de outras empresas, nos programas de vigilância, elas negam que hajam colaborado. A Microsoft, por exemplo, afirmou que só cede dados ao governo sob ordem judicial. Apesar dos documentos revelados apontarem para a colaboração das empresas, apos as denuncias, a mesma resposta da Microsoft foi dada pelas outras empresas envolvidas. Elas alegam também que apenas fornecem informação de seus usuários através de ordem judicial.
Todas as empresas como Google e Facebook negaram que tenham colaborado com a coleta de dados para o Prism, o programa secreto de monitoramento de e-mails, chats e buscas da Agência de Segurança Nacional (NSA) dos Estados Unidos. O jornalista estadunidense Glenn Greenwald, que tem acesso a todos os documentos secretos que revelaram um complexo mecanismo de espionagem dos usuários dos serviços de nove grandes empresas estadunidenses afirmou que não usa Facebook, e sim o Skype somente em casos de extrema necessidade, quando não há alternativa. Segundo Greenwald, apos avaliar os documentos, ele  prefere não se arriscar.
O programa com o qual Facebook teria colaborado faz parte dos programas de Vigilância global executados pela Agência de Segurança Nacional estadunidense, NSA e revelados por Edward Snowden e inicialmente publicados pelo jornalista Glenn Greenwald no jornal britânico The Guardian. O Prism permitiria ainda que os dados dos usuários das empresas participantes, no caso usuários do Facebook, fossem armazenados indefinidamente nos computadores da NSA nos Estados Unidos, sendo estrangeiros os principais alvos, mas incluindo também estadunidenses estando ou não nos Estados Unidos. O programa denominado PRISM fornece à NSA diversos tipos de mídia dos usuários do Facebook e de outras empresa . Entre os dados coletados estão correio eletrônico, conversas por áudio e por vídeo, vídeos, fotos, conversações usando voz sobre IP, transferências de arquivos, notificações de login e outros detalhes pertinentes a redes sociais.A participação do Facebook no programa tem sido alvo de criticas mundiais.
Com relação ao Facebook, controvérsias também resultam de inúmeras outras questões também ligadas a privacidade dos usuários do Facebook, incluindo questões ligadas a roubo de identidade, segurança de crianças que podem ser facilmente vigiadas por predadores tendo acesso inclusive a fotos. Ha também casos de indivíduos usando falsas identidades para intimidar, chantagear, obter dados de pessoas e outros casos semelhantes. Criticas se expandem também sobre a incapacidade de encerrar contas sem que Facebook mantenha os dados pessoais do usuário para a companhia Facebook,  mesmo quando o usuário apaga sua conta. Em 2008, muitas empresas removeram sua publicidade do site. O Facebook também foi processado várias vezes.
Em 2010, a Electronic Frontier Foundation demonstrou que qualquer pessoa poderia ter acesso a informações salvas em um perfil no Facebook, mesmo que a informação não se destinassem a ser pública. Facebook tem fornecido voluntariamente informações de seus usuários em resposta a solicitações de governos e autoridades locais, estaduais e federais,  para investigar pessoas, crimes, determinar localização de indivíduos, provar ou refutar álibis e revelar comunica coes.

## Vigilância global
Os documentos da NSA que vieram a público através de Edward Snowden, apontam para nove das grandes corporações estadunidenses e serviços de Internet como participantes do vigilância com a NSA: Yahoo!, Apple, YouTube, AOL, Paltalk e Skype são participantes dos programas da Agência de Segurança Nacional estadunidense, NSA.
O jornal The Washington Post apontou ainda que documento vazado por Edward Snowden mostra que o programa PRISM é "fonte primária de inteligência usada nos relatórios de análise da NSA". Outro programa da NSA, o XKeyscore, é o programa mais abrangente do serviço secreto estadunidense, que permite interceptar qualquer atividade online.
Além do relacionamento da empresa Facebook com os órgãos de vigilância inicialmente mostrado através dos documentos revelados por Edward Snowden, em março de 2014, documentos sobre o programa de vigilância mostram que a NSA, desde 2009, vem deliberadamente implantando malware em milhares de computadores ao redor do globo com o objetivo de ter acesso as informações pessoais dos usuários.
Para alcançar seus objetivos de hack, a agência utiliza vários métodos. Há casos em que a NSA se disfarçou como um servidor do Facebook, usando o site de mídia social como uma plataforma de lançamento para infectar o computador de seus alvos. A ilustração no artigo que se segue como referência mostra como a infecção dos computadores vem sendo feita.
Estas recentes revelações publicadas por Glenn Greenwald e  Ryan Gallagher no The Intercept parecem ter sido perturbadoras para Mark Zuckerberg que teme que sua empresa Facebook acabe sendo afetada pelas revelações. Em 13 de Março de 2014, Zuckerberg escreveu em seu blog que fez  uma ligação telefônica para Barack Obama reclamando da utilização do Facebook para infectar computadores.
Facebook conta com cookies que lhe da a capacidade de armazenar as páginas visitadas por mais de 800 milhões de indivíduos ao redor de todo o mundo, fazendo da rede social uma ferramenta poderosa em coleta de dados para os programas de vigilância da NSA, que tem acessado os servidores de nove empresas de internet, incluindo Facebook, Google, Microsoft e Yahoo, para monitorar comunicações online através do program Prism, um dos seus muitos programas de vigilância.

## Controvérsia sobre vídeo explícito
Um vídeo de uma mulher sendo decapitada, foi publicado em abril de 2013, por um usuário no Facebook. O vídeo ganhou uma grande polêmica entre os usuários da rede social, pelo fato de muitos estarem vendo uma cena desta, explícita, pela primeira vez e outros por estar circulando na rede social sem nenhuma restrição da empresa. O Facebook se posicionou perante o vídeo publicado, dizendo que "as pessoas comentam e compartilham o vídeo para condená-lo e que, por isso, não pode removê-lo", a empresa ainda complementou, "Da mesma forma como programas jornalísticos na televisão usam imagens inquietantes mostrando atrocidades, as pessoas podem compartilhar vídeos inquietantes no Facebook com o objetivo de aumentar o conhecimento sobre ações ou causas, embora o vídeo seja chocante, nossa postura está fundamentada na preservação dos direitos das pessoas de descrever, representar e comentar sobre o mundo em que vivem". Informações concretas sobre o vídeo ainda não foram reveladas, mas na descrição do mesmo, no Facebook diz que foi no México, e que a gangue chamada Zetas matou a mulher para dar informações, e que não foi a única pessoa que eles mataram.

## Processo contra o Facebook na União Europeia
O estudante austríaco Max Schrems processou o Facebook em uma ação coletiva por violação da lei de proteção de dados da União Europeia na Áustria, país conhecido por proteger a privacidade dos internautas. As queixas foram apresentadas pela organização Europe versus Facebook (Europa contra o Facebook), fundada por Max Schrems em 2011, contra o Facebook, a Apple, a Microsoft, o Skype e o Yahoo na Alemanha, na Irlanda e em Luxemburgo, onde estão localizadas as sedes europeias dessas empresas. As companhias foram acusadas de repassar dados de usuários à Agência de Segurança Nacional dos Estados Unidos.

## Mensagens estranhas nas notificações
No dia 25 de junho de 2016, mensagens estranha começaram a aparecer no lugar onde ficam as notificações, mensagens como "O FB manda cair, mas a DP vai resistir!", "Fora politicamente correto, volta Desciclopédia", tudo indicava que era vingança de fãs do site de sátiras, que teve sua segunda conta no Facebook excluída, (por motivos de violação das políticas) o Facebook explicou que permitia pessoas a sugerir mudanças na tradução da rede social, que depois eram aprovadas, a hipótese é que um dos vândalos tenha sugerido uma mudança, e que outros vândalos aprovaram ela, assim, ela acabou no Facebook. Poucas horas depois, o erro foi corrigido. Inclusive, o site da Desciclopédia publicou em um dos seus projetos irmãos, o Desnotícias, um artigo falando sobre os vandalismos, com o título "Desciclopédia zera o Facebook"

## Campanha do Trump
O facebook censurou por nazismo a campanha de Donald Trump para as eleições de 2020.

## Cambridge Analytica
Em 10 de abril de 2018, após escândalo envolvendo o acesso e uso indevido de dados de aproximadamente 87 milhões de usuários pela empresa Cambridge Analytica, Mark Zuckerberg compareceu ao Senado dos Estados Unidos para prestar esclarecimentos e responder a perguntas e acusações sobre a política de privacidade a qual são submetidos os usuários da plataforma, as ferramentas de proteção de dados e ações para evitar falsas notícias, em especial aquelas com viés político e eleitoral.  Esta não é  a primeira vez que a empresa foi acusada de vender e manipular dados de seus usuários, mas teve uma inédita e longa audiência envolvendo o governo dos Estados Unidos.
Zuckerberg assumiu o uso indevido das informações de usuários pela Cambridge Analytica, porém reafirmou que em nenhuma hipótese o Facebook realiza a venda de dados de seus usuários. Confirmou a utilização de todo o conteúdo para fins publicitários com o objetivo de "melhorar a experiência do usuário". Sobre manipulação do conteúdo, Zuckerberg reforçou em todas as vezes em que foi questionado que o Facebook defende a política de exclusão de qualquer compartilhamento que tenham conteúdo que instiguem violência, terrorismo, nudez e outros conteúdos considerados inapropriados.
Os termos de uso do Facebook foram duramente criticados pelos senadores sob o argumento de que não são suficientemente claros aos usuários dado à sua extensão e complexidade jurídica. Zuckerberg manteve o posicionamento de que todas as informações da plataforma são geradas exclusivamente pelos usuários, que possuem total autonomia e liberdade para excluí-las a qualquer momento e/ou delimitar o grau de sua utilização. Senadores chegaram a acusar o presidente do Facebook de tentar enganar os usuários e solicitaram que todos os termos de uso fosse reescritos “in a clear English”. 